# El Arte en España
El Arte en España fue una revista de arte publicada en Madrid entre 1862 y 1870.

## Descripción
Revista de arte editada en Madrid —quizás la más notable en su género del país en su época—, su primer número apareció publicado en enero de 1862. Fue dirigida por Gregorio Cruzada Villaamil y cesó en 1870.
En las páginas de la publicación, en la que se recogieron artículos de historia del arte y arqueología, figuraron además del propio Cruzada Villaamil, nombres como los de José Villaamil y Castro, Enrique Mélida y Alinari, José Amador de los Ríos, Eduardo de Mariátegui Martín, José Fernández Giménez y Aureliano Fernández-Guerra.